# Euploea dryasis
Euploea dryasis är en fjärilsart som beskrevs av Fabricius 1793. Euploea dryasis ingår i släktet Euploea och familjen praktfjärilar. Inga underarter finns listade i Catalogue of Life.